# Drânceni
Drânceni è un comune della Romania di 4 686 abitanti, ubicato nel distretto di Vaslui, nella regione storica della Moldavia. 
Il comune è formato dall'unione di 6 villaggi: Albița, Băile Drânceni, Drânceni, Ghermănești, Râșești, Șopârleni.